# Bukovik (Aranđelovac)
Bukovik (em cirílico: Буковик) é uma vila da Sérvia localizada no município de Aranđelovac, pertencente ao distrito de Šumadija, na região de Šumadija e Jasenica. A sua população era de 2611 habitantes segundo o censo de 2011.

## Demografia
| 1948 | 1953 | 1961 | 1971 | 1981 | 1991 | 2002 | 2011 |
| ---- | ---- | ---- | ---- | ---- | ---- | ---- | ---- |
| 1532 | 1766 | 2052 | 2421 | 2667 | 2653 | 2743 | 2611 |